# Чорнижівська сільська рада
| Чорнижівська сільська рада — орган місцевого самоврядування у Маневицькому районі Волинської області з адміністративним центром у с. Чорниж. Історична дата утворення: в 1944 році. Сільській раді підпорядковані населені пункти: - с. Чорниж |

## Склад ради
Рада складається з 16 депутатів та голови.

## Населення
Згідно з переписом УРСР 1989 року чисельність наявного населення сільської ради становила 1805 осіб, з яких 896 чоловіків та 909 жінок.
За переписом населення України 2001 року в сільській раді мешкало 1625 осіб.

### Мова
Розподіл населення за рідною мовою за даними перепису 2001 року:
| Мова       | Відсоток |
| ---------- | -------- |
| українська | 99,69 %  |
| російська  | 0,25 %   |
| білоруська | 0,06 %   |